# Liste des évêques d'Oloron
Pour un article plus général, voir Ancien diocèse d'Oloron.
Liste des évêques d'Oloron (dioecesis Oloronensis).

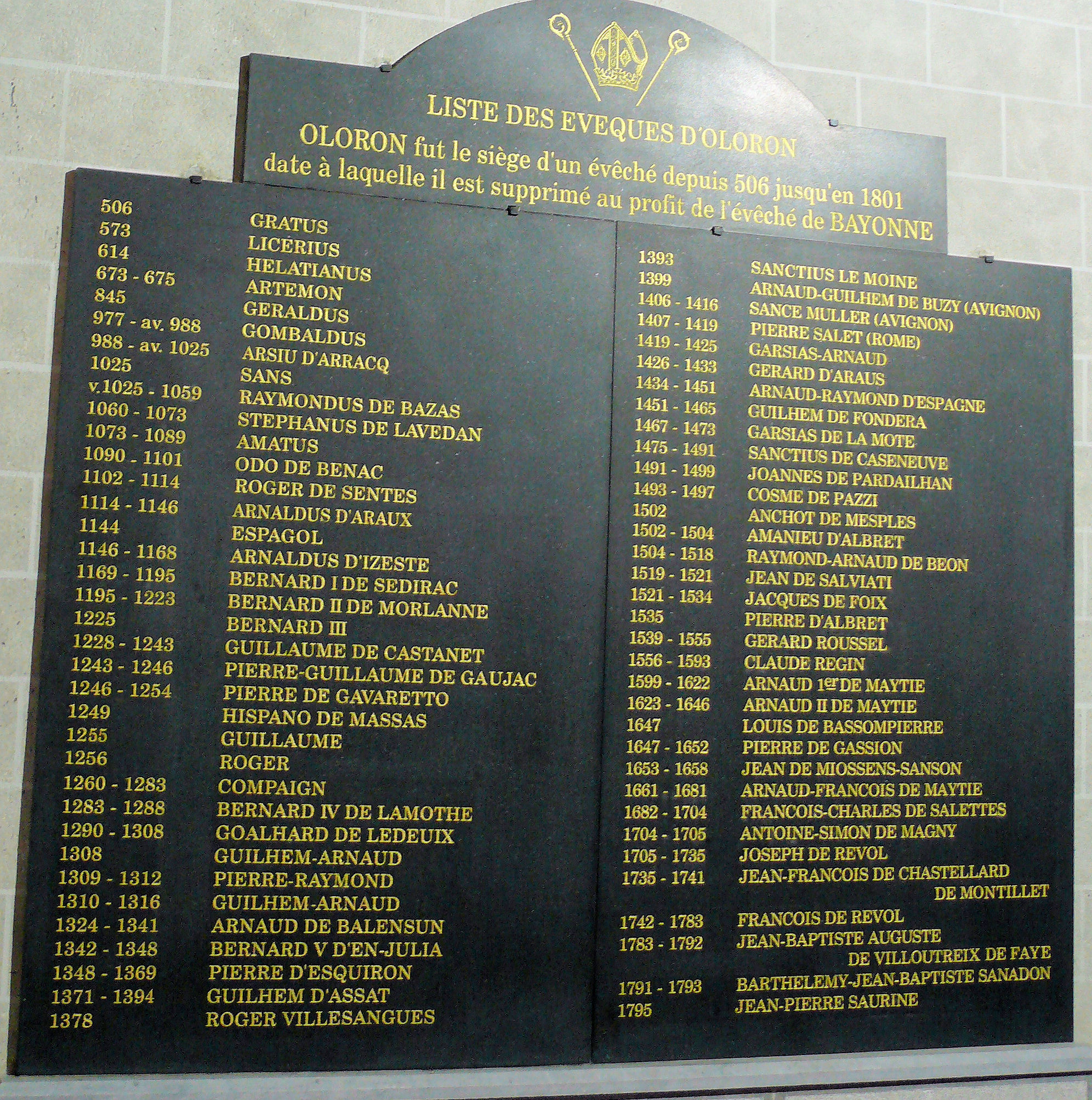
Liste des évêques d'Oloron se trouvant à l'intérieur de la cathédrale Sainte-Marie

L'évêché d'Oloron, suffragant de l'archevêché d'Auch, paraît avoir été fondé à la fin du IVe siècle, par saint Grat, qui siégea au concile d'Agde en 506.
Le siège est supprimé en 1801. Le territoire du diocèse est rattaché à celui de Bayonne.

## Haut Moyen Âge
- vers 506 : Grat (latin Gratus)
- vers 551 : Agustius ou (Eusepius) [1]
- vers 573[2]-vers 585[3] : Lezer[4] (ou Licerius[5])

Sans résidence fixe, les évêques suivants ont une existence plus douteuse :
- vers 614 : Helarianus[6]
- vers 653 : Abientius[7]
- vers 659 : Zozime[7]
- vers 661 : Tructémonde[7],[8]
- vers 663-664 : Artémond[6],[8]
- vers 668 : Arcontius[7],[8]

Pour la suite, on ne connaît qu'un évêque du IXe siècle, et deux du Xe siècle :
- vers 850 : Gérard Ier[7]
- vers 977 : Gombaud (ou Gombaldus), évêque d'Agen et de Bazas et d'Aire, et peut-être aussi des autres évêchés de Gascogne, y compris Oloron[9]. Il est le frère de Guillaume Sanche.
- vers 992[3] : Arsius Raca[4] (ou Arsias Racha[5])

## Bas Moyen Âge
La liste redevient plus certaine au XIe siècle, le siège épiscopal ayant été rétabli dans la cathédrale Sainte-Marie à cette époque :
- 1033-1050[3] ou vers 1056[10] : Raymond Ier le Vieux (ou Raymundus senior) (semble être également évêque de Bayonne et  évêque de Lescar).
- 1060[2]-1063[10] ou 1078[3] : Étienne de Mauléon[11] (ou Stephanus)
- 1073[10] ou 1078[3]-1083[3] ou 1089[10] : Amat(us)
- 1083[3] ou 1095[10]-1098[10] ou 1101[3] : Odon de Bénac[4],[12] (ou Eudes[5], ou Odo[5])
- 1102-1114[3] : Roger Ier de Sentes[4] (ou Rogerius de Saintes[5])
- 1114[2]-1135[3] ou 1147[10] : Arnaud Ier d'Araux[13] (ou Arnaldus)
- 1135[3] ou 1150[10]-1168[3] : Arnaud II d'Izeste[4],[14](ou Arnaldus d'Isest[5])
- 1169[3] ou 1179[10]-1195[3] ou 1205[10] : Bernard Ier de Sadirac[4] (ou de Sedirac[5])
- 1196[3] ou 1209[10]-1216[3] ou 1223[10] : Bernard II de Morlane[4],[15] (ou de Morlas[5])
- vers 1225 : Bernard III[7]
- 1228-1241 : Guillaume Ier de Castanet[7]
- 1242[3] ou 1250[10]-1254[2] : Pierre Ier de Gavarret[16] (ou Petrus)
- vers 1255 : Guillaume II de Gaujac[17]
- 1256-1259 : Roger II[18]
- 1260[2]-1283[3] ou 1288[10] : Compaing[4] (ou Compain[5], ou Compainhus)
- 1284[3] ou 1288[10]-1288[3] : Bernard IV de La Mothe
- 1289[3] ou 1290[10]-1308[2] : Guillard de Leduix[4] (ou Gérard de Leduix[4], ou Gaillard de Leduix[5], ou de Ledux[5])
- vers 1308 : Guillaume III[6] (ou Guilielmus Andasius)
- vers 1308[3] ou 1309-vers 1310[10] :Pierre-Raymond de Monein[19] (ou Petrus-Raymundus), qui sera créé cardinal le 23 décembre 1312.
- 1309[3] ou 1310[10]-1316[10] ou 1322[3] : Guillaume-Arnaud Ier (ou Guilielmus-Arnaldus)
- 1323[3] ou 1324[10]-1341[2] : Arnaud III de Valensun (ou Arnaldus)
- 1342[2]-1345[10] ou 1347[3] : Bernard V d'En Julia[20] (ou Bertrand[5], ou Berdus[5])
- 1347[10] ou 1348[3]-1369[10] ou 1370[3]: Pierre II d'Estiron[4] (ou Petrus Esquirou[5])
- 3 juin 1371[2]-1375 : Guillaume IV d'Assat[21] (ou Guilielmus)
- vers 1375-vers 1393[22] : Ogier Vilesongnes[4] (ou Orgerius ou Roger Villesangues[5])
- vers 1393 : Sance Ier[6] (ou Sanctius)

À l'époque du Grand Schisme, l'évêché fut disputé par plusieurs prélats :
- ceux de l'obédience d'Avignon furent :
  - vers 1396[3] ou 1399[10] : Armand-Guilhem de Bury[4] (ou Arnaldus-Guilielmus de Busi[5])
  - Pierre Laforgue[1]
  - 1402-1418 : Sanche Mulier

- ceux de l'obédience de Rome furent :
  - vers 1396 : Ogier Vilesongnes[4],[24] (ou Orgerius ou Roger Villesangues[5])
  - vers 1404 : Pierre III de Montbrun[25], administrateur.
  - vers 1412-1417 : Pierre IV Salet[25], unique évêque en 1417.

L'unité est rétablie en 1417 :
- 1417-1421 : Pierre IV Salet[25]
- 1422-1426 : Guillaume-Arnaud II[25] (ou Guicharnaud)
- 1426[2]-1432[10] ou 1434[3]: Gérard II d'Araux[4],[26] (ou Guiraux d'Araux[4], ou Gérard d'Orbignac[5])
- vers 1436 : André[6] (ou Andreas)
- Michel de Sedirac[6] (ou Michael)
- 1435[3]-1446[10] ou 1450[3] : Arnaud-Raymond Ier d'Espagne[27] (ou Arnaldus-Raymundus)
- 1453[10] - 1461 ou après[10],[28],[29] : Garsias Ier de Faudoas[4],[30] (ou de Fondæra[5], ou de Faudaos[5])
- 1466[3] ou 31 juillet 1467[10]-1473[10] ou 1475[3] : Garsias II de La Mothe[4] (ou de La Mote[5])
- 1475[3] ou 1478[10]-1486[10] ou 1491[3] : Sance III de Casenave[4] (ou Sanctius de Caseneuve[5])

## Temps modernes
- 1er mai 1491[10] ou 1494[3]-1497[10] ou 1499[3] : Jean Ier de Pardailhan[4] (ou Joannes de Pardaillan[5] - le siège lui fut disputé par Antoine de Corneillan).
- vers 1497 : Cosme Pazzi[31] (ou Cosimus Pazzi)
- vers 1499[10] ou 1507[3]-1518[10] ou 1519[3] : Arnaud-Raymond II de Béon (ou Arnaldus-Raymundus)
  - le cardinal  Amanieu d'Albret est administrateur du diocèse, sous l'épiscopat d'Arnaud-Raymond II, à partir de 1504[10].
- 1521-1523 : cardinal Jean II Salviati[25]
- 1523-1534 : Jacques de Foix-Rabat (ou Jacobus)
- vers 1538 : Gaston de Foix[32] (ou Gatius)
- 1539[3] ou 1542[10]-1555[3] ou 1560[10] : Gérard III Roussel (ou Le Roux[33]), converti à la Réforme.
- 1550[3] ou 1560[10]-1580[2] : Claude Orégon[4] (ou Claudius Regin[5])
- 1580-1599 : siège vacant
- 1599[2]-1620[10] ou 1623[3] : Arnaud IV de Maytie de Mauléon[34] (ou Arnaldus)
- 1623[3]-1646[2] :  Arnaud V de Maytie (ou Arnaldus)
- 1646-1647[10] ou 1647[3] : Louis de Bassompierre (ou Ludovicus), nommé mais non consacré.
- 1647[10] ou 1648[3]-† 24 avril 1652[2] : Pierre V de Gassion (ou Petrus)
- 9 février 1653[2] - † le 8 février 1658[35] : Jean III de Miossens-Sansons[4] (ou Joannes de Mossians[5])
- sacré le 27 avril 1661 - † le 2 juillet 1681[35] : Arnaud-François de Maytie (ou Arnaldus-Franciscus)
- janvier 1682 - † 22 juillet 1704[35] : François-Charles de Salette[4] (ou Carolus de Salette[5])
- nommé le 14 août 1704[2], mais non consacré à cause de son décès le 22 février 1705[35] : Antoine-Simon de Magny[4] (ou Antonius-Simon Magny[5])
- 1705 : Honoré de Quiqueran de Beaujeu, nommé en mars 1705, ne semble pas avoir effectivement pris possession de son siège, car consacré au siège de  Castres dès le 25 octobre 1705[35]
- nommé le 11 avril 1705, consacré le 8 novembre 1705, démissionnaire en 1735[35] : Joseph de Revol
- 2 octobre 1735-9 juillet 1742 : Jean-François  de Montillet de Grenaud, neveu de Joseph de Revol
- sacré le 5 août 1742[35] - † 25 avril 1783[35] : François de Revol (ou Franciscus), petit-neveu de Joseph de Revol et cousin du précédent
- sacré le 17 août 1783 - † le 12 mars 1792[35] à Paris : Jean-Baptiste-Auguste de Villoutreix de Faye[36]
- 26 avril 1791-1793: Barthélemy-Jean-Baptiste Sanadon[25], dernier évêque constitutionnel des Pyrénées-Atlantiques avant la suppression du siège.